# 대전동도초등학교
대전동도초등학교는 대한민국 대전광역시 대덕구에 있는 공립 초등학교이다.

## 학교 연혁
| 1987.09.05. | 1987.09.05.                               | ㆍ개교 (15학급, 628명)                                           |
| 1994.11.29. | 1994.11.29.                               | ㆍ서부교육청 지정 지역사회 교육 시범운영 보고회                  |
| 1995.11.07. | 1995.11.07.                               | ㆍ동부교육청 지정 효행교육 시범운영 보고회                       |
| 1996.11.21. | 1996.11.21.                               | ㆍ동부교육청 지정 특활영어 지역중심학교 운영보고회               |
| 2000.03.01. | 2000.03.01.                               | ㆍ대전광역시교육청지정 멀티미디어 시범학교운영 (2년)             |
| 2002.10.01. | 2002.10.01.                               | ㆍ대전광역시교육청지정 교육행정정보시스템 시범학교 (1년5개월)    |
| 2008.03.01. | 2008.03.01.                               | ㆍ대전광역시교육청지정 독서 논술교육 연구 시범 학교 운영 (2년)   |
| 2008.09.01. | 2008.09.01.                               | ㆍ전교실 및 복도 리모델링                                        |
| 2008.10.08. | 2008.10.08.                               | ㆍ꿈마루 도서관 개관                                             |
| 2013.04.02. | 2013.04.02.                               | ㆍ학생오케스트라 운영 학교 선정(교육부)                          |
| 2013.11.20. | 2013.11.20.                               | ㆍ스탠드 그늘막 및 조회대 설치, 학교 담장 교체                   |
| 2015.08.24. | 2015.08.24.                               | ㆍ교사 계단 전체 및 현관 리모델링, 놀이시설 확충                 |
| 2016.03.01. | 2016.03.01.                               | ㆍ대전광역시교육청지정 안전교육 연구 시범학교 운영(2년)          |
| 2017.08.25. | 2017.08.25.                               | ㆍ학교 숲 정비사업, 학교담장 및 동행안전놀이터 조성              |
| 2018.03.01. | 2018.03.01.                               | ㆍSW교육 선도학교, 친구사랑 선도학교, 놀이통합교육 선도학교 운영 |
| 2019.03.01. | 2019.03.01.                               | ㆍ대전광역시교육청지정 디지털교과서, SW교육 선도학교 운영        |
| 2019.03.27. | 2019.03.27.                               | ㆍ가상현실(VR)스포츠실 구축                                      |
| 2021.03.01. | 2021.03.01.                               | ㆍ대전광역시교육청지정 기초학력 정책연구학교 운영(2년)           |
| 2021.12.28. | 2021.12.28.                               | ㆍ다목적강당(동행관) 준공                                        |
| 2022.01.10. | ㆍ제34회 졸업 28명( 졸업생 총수 : 3580명) | ㆍ제34회 졸업 28명( 졸업생 총수 : 3580명)                        |
| 2022.03.01. | ㆍ2022학년도 11학급 편성(특수학급 1학급)  | ㆍ2022학년도 11학급 편성(특수학급 1학급)                         |

## 참고 자료
- 대전동도초등학교 - 한국교육학술정보원 학교알리미